# Flavius Clearchus
Flavius Clearchus (parfois orthographié Cléarkhos ou Cléarque en français) est un homme politique romain de la fin du IVe siècle. Il est nommé consul pour l'année 384.

## Biographie

### Origine
Clearchus naît dans une famille aisée de Thesprotie. Selon le rhéteur Libanios, avec lequel il entretient une correspondante régulière durant sa vie, son père exerce de nombreuses charges au cours de sa carrière mais meurt dans la pauvreté,. Toujours selon Libanios, Clearchus professe le paganisme.

### Carrière
Avec son frère, il reçoit l'enseignement du sophiste Nicocles. En 356 ou 357, il se rend en visite à Antioche depuis Constantinople. Entre 357 et 363, il apparaît très proche du rhéteur Thémistios selon la correspondance de Libanios.
Entre 359 et 360, il exerce plusieurs postes inconnus, probablement à Constantinople, avant d'être promu dans l'administration impériale, peut-être au rang d'assesseur. En 363, il participe à une ambassade du Sénat de Constantinople à Antioche pour rendre hommage à l'empereur Jovien après son accession au pouvoir.
De 363 à 366, Cléarchus est nommé vicaire du diocèse d'Asie. En 364, il intervient pour obtenir l'acquittement d'Alexandre d'Héliopolis, l'ancien gouverneur de Syrie. En 365, il intervient également dans un incident survenu à Pergé concernant Métrophane, le gouverneur de la Pamphylie.
En 365, il demeure fidèle à l'empereur d'Orient Valens après la révolte de l'usurpateur Procope. Durant la crise, il critique publiquement le préfet du prétoire d'Orient Secundus Salutius, qu'il accuse de paresse.
Après la victoire de Valens, Clearchus gagne sa faveur et est nommé proconsul d'Asie. Il protège le philosophe Maxime d'Éphèse, accusé d'enrichissement personnel, en le relâchant et en lui rendant ses propriétés. Il réussit à obtenir le renvoi temporaire de Salutius de son office et la nomination à sa place d'Auxonius.
De 372 à 373, il occupe les fonctions de préfet de la ville de Constantinople. Durant son mandat, il inaugure l'aqueduc de Valens et fait construire un Nymphaeum majus, une fontaine publique monumentale, ornée de sculptures et de jeux d'eau, situé dans le forum de Théodose dont l’eau est fournie par l’aqueduc,,.
De 382 à 384, il est à nouveau nommé à la tête de la préfecture de la ville de Constantinople. Il est désigné consul pour l'année 384 avec le général Richomer. Son influence politique semble cependant avoir déclinée selon Libanios.